# Къпане в морето (филм, 1895)
„Къпане в морето“ (на френски: Baignade en mer), споменаван също и като „Морето“ (на френски: La Mer), е френски късометражен документален ням филм от 1895 година, заснет от режисьора и продуцент Луи Люмиер. Премиерата на филма се състои на 28 декември 1895 година в „Гранд Кафе“ на „Булеварда на Капуцините“ в Париж по време на първия комерсиален киносеанс на братята Люмиер.

## Сюжет
Няколко млади момчета скачат последователно в бурното море. Те тичат по дълъг мостик, скачат във водата, след което преплуват известно разстояние до брега, за да повторят упражнението отново.